# Żmijowe Wały

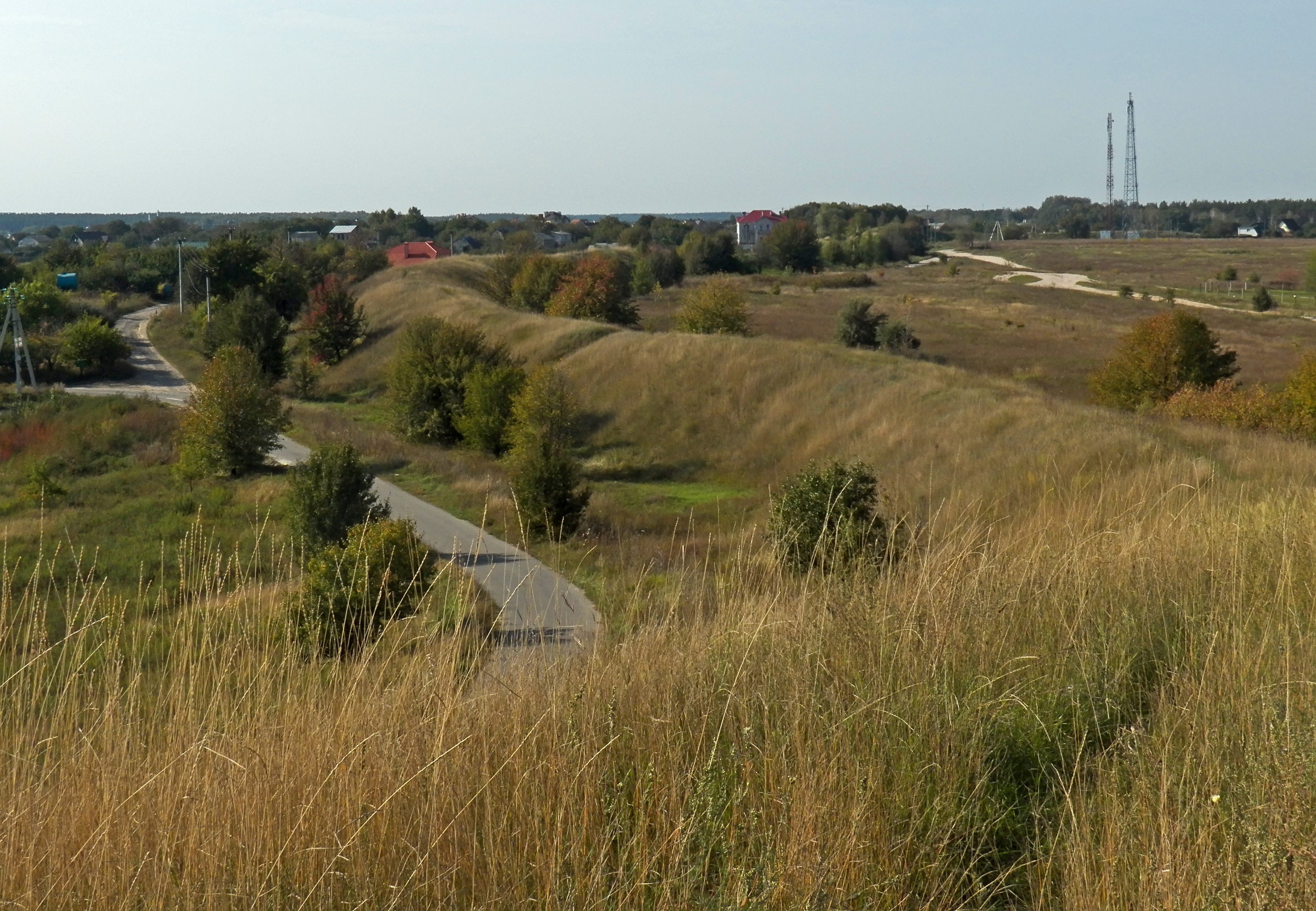
Wały koło Iwankowicz

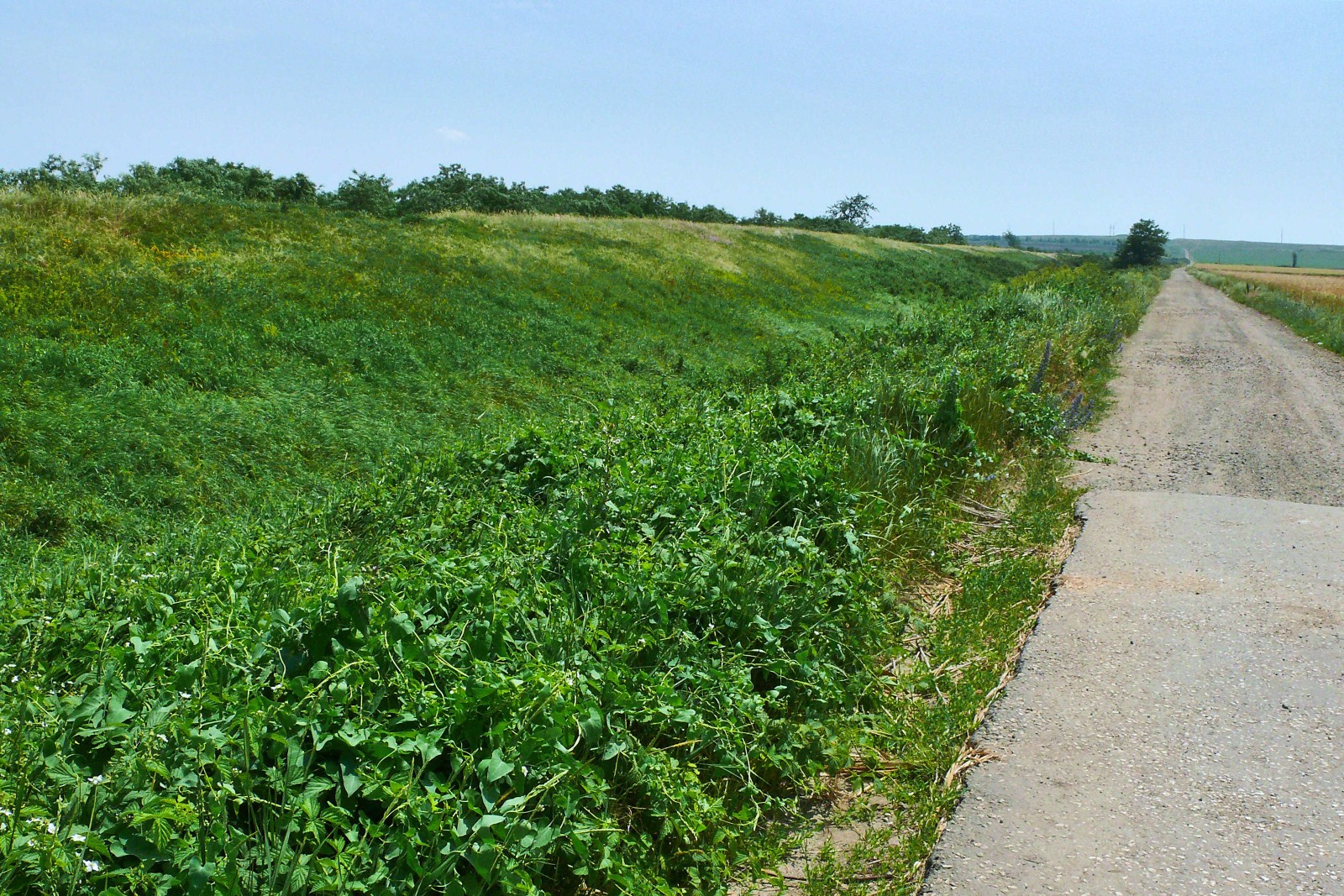
Wał Kimeryjski na Krymie

Żmijowe Wały (Zmijewe, Zmiejewe Wały) – ziemne wały obronne o średniej wysokości
6–8 m i szerokości 14–16 m, rozmieszczone w stepowej i lasostepowej strefie Ukrainy. Ich łączna długość osiąga 2000 km. Badania metodą datowania radiowęglowego wykazały, że wały budowano od II wieku przed n.e. do VII wieku n.e. Nie jest pewne kto wały zbudował – wśród hipotez wymienia się między innymi rolniczych Sarmatów przeciwko koczowniczym Scytom lub Gotów z Oium przeciwko Hunom lub słowiańskich Antów (kultura pieńkowska).

## Legenda
Według legendy wały wyorał smok Żmij, napadający na mieszkańców tych ziem. W końcu został pokonany (według jednej wersji przez Kyryłę Kożumjakę, według innej przez kowali Kuźmę i Demiana) i zaprzęgnięty do pługa, który wyorał wały. Smok dociągnął pług do wody (rzeki lub – według innej wersji – morza), wypił zbyt dużo wody i pękł (podobnie jak smok Wawelski), a wały nazwano Żmijowymi.

## Funkcja i pochodzenie
Większość badaczy uważa, że wały pełniły rolę obronną, chroniąc osiadłą ludność lasostepu przed najazdami plemion koczowniczych, ograniczając ich największy atut – szybkość ataku. To, że zagrożenie pochodziło ze strony stepu, potwierdza przebieg wałów z północy na południe lub południowy wschód oraz ułożenie w kilka równoległych linii.
To, co obecnie wygląda na niewyraźne ślady wałów, kiedyś stanowiło potężny system umocnień ziemnych, umocnionych szkieletem drewnianym, o wysokości 10–15 m i szerokości do 20 m, często ułożony w 5–6 równoległych linii, z fosą o głębokości 2–3 m. Według rekonstrukcji do budowy metra bieżącego umocnień zużywano ok. 3 metrów sześciennych drewna i co najmniej kilkadziesiąt metrów sześciennych ziemi. Historycy twierdzą, że budowanie takich umocnień wymagało scentralizowanej władzy, co wskazuje na istnienie jakiegoś organizmu państwowego. Przez długi czas historycy twierdzili, że umocnienia te powstały w czasach Rusi Kijowskiej, jednak nie znajduje to potwierdzenia w faktach – powstały one dużo wcześniej.
Datowania węglowe wskazują na okres budowy pomiędzy II w. p.n.e., a VII w. n.e. Tak więc są podstawy aby przypuszczać, że budowniczymi wałów mogły być plemiona kultury czerniachowskiej (II–V w. n.e.).
Większość wałów jest zniszczona, zresztą ich niszczenie trwa również współcześnie. Odcinki wałów noszą często lokalne nazwy, jak: Wełykyj Wał, Małeńkyj, Czornyj, Otamańskyj, Połoweckyj, Okop, Perejma, Turecka Hrebla. Niekiedy ten sam wał na jednym odcinku nazywany jest Żmijewym, a na innym – Trajana.

## Rozmieszczenie
Wyróżnia się 11 grup umocnień:
- Żmijowe Wały Kijowszczyzny – największy system umocnień, składający się z wałów różnej wysokości i długości, znajdujący się na prawym brzegu Dniepru. Większość z nich ułożona jest wzdłuż rzek Wita, Krasna, Trubiż, Stuhna i Roś. Dochowały się do czasów współczesnych w dobrym stanie, ich wysokość sięga 15 m, mają kilkadziesiąt kilometrów długości.
- Żmijowe Wały Perejasławia – dwuwałowy system umocnień w pobliżu miasta Perejasław w obwodzie kijowskim.
- Żmijowe Wały Suły – szeroki pojedynczy wał, ciągnący się wzdłuż rzeki Suły od jej ujścia do środkowego biegu i jego odgałęzień, dochodzący do miasta Sumy.
- Żmijowe Wały Połtawszczyzny – dwa nieciągłe wały, rozmieszczone na prawych brzegach rzek Worskla i Choroł.
- Żmijowe Wały Charkowszczyzny – dwa umocnienia długości 20 i 25 km w pobliżu miast Charków i Zmijew.
- Żmijowe Wały Podola – pojedynczy wał, biegnący od środkowego biegu rzeki Boh do centralnych rejonów obwodu czerkaskiego, oraz kilka mniejszych wałów w podanych rejonach.
- Żmijowe Wały Wołynia – ogólna nazwa wielkiej ilości niskich i krótkich wałów, znajdujących się w czworokącie Lwów–Łuck–Równe–Tarnopol.
- Wały Krymskie (Wał Kimeryjski) – trzyrzędowy system umocnień na Półwyspie Kerczeńskim.
- Niższy Wał Trajana – leżący na terytorium Besarabii, rozciągający się od wsi Zatoka do miasta Biłhorod-Dnistrowskij.
- Wyższy Wał Trajana – zaczyna się od miasta Bendery i ciągnie się nieprzerwanie wzdłuż rzeki Prut do limanów Jałpuh, Kotłabuh i Sasyk.
- Naddniestrzański Wał Trajana – system nieciągłych wałów, rozciągający się od Tarnopola do Kamieńca Podolskiego, składa się z dwóch centralnych wałów oraz chaotycznie rozmieszczonych odcinków wałów (niektóre z nich sięgają nawet Bukowiny).

## Literatura
- Енциклопедія українознавства, Lwów 1993, t. 3, s. 835